# Geislins
Geislins ist ein Ortsteil des oberschwäbischen Marktes Ottobeuren im Landkreis Unterallgäu.

## Geografie
Die Einöde Geislins liegt etwa zwei Kilometer südlich von Ottobeuren. Der Ort ist durch eine Landstraße direkt mit dem Hauptort verbunden. Durch den Ort fließt ein Nebengewässer der Westlichen Günz.

## Geschichte
Geislins wurde erstmals 1663 erwähnt, als die Einöde sieben Einwohner hatte. Heute besteht die Einöde aus einem Gehöft und einer Fischzuchtanstalt.